# Bagnac-sur-Célé
Bagnac-sur-Célé – miejscowość i gmina we Francji, w regionie Oksytania, w departamencie Lot.
Według danych na rok 1990 gminę zamieszkiwały 1582 osoby, a gęstość zaludnienia wynosiła 71 osób/km² (wśród 3020 gmin regionu Midi-Pireneje Bagnac-sur-Célé plasuje się na 225. miejscu pod względem liczby ludności, natomiast pod względem powierzchni na miejscu 494.).